# Забалансові запаси корисних копалин
Забалансові запаси корисних копалин (рос. забалансовые запасы, англ. total resources, off-balance resources; нім. Außerbilanzvorräte m pl an Bodenschätzen pl) — запаси корисних копалин, що за якістю не відповідають вимогам промислового використання їх або за умовами залягання не придатні для розробки при сучасному рівні техніки. Забалансові запаси корисних копалин можуть бути використані в майбутньому при удосконаленні технологій їх розкриття і видобутку.